# Кале-3 (кантон)
Кале-1 (фр. Calais-1) — кантон во Франции, находится в регионе О-де-Франс, департамент Па-де-Кале. Входит в состав округа Кале.

## Состав кантона
Кантон образован в результате реформы 2015 года. В его состав вошли северные, центральные и восточные кварталы города Кале.

## Политика
На президентских выборах 2022 г. жители кантона отдали в 1-м туре Марин Ле Пен 39,7 % голосов против 21,1 % у Эмманюэля Макрона и 19,8 % у Жана-Люка Меланшона; во 2-м туре в кантоне победила Ле Пен, получившая 61,7 % голосов. (2017 год. 1 тур: Марин Ле Пен – 37,2 %, Жан-Люк Меланшон – 22,5 %, Эмманюэль Макрон – 16,1 %, Франсуа Фийон – 10,9 %; 2 тур: Ле Пен – 57,4 %. 2012 год. 1 тур: Франсуа Олланд — 30,5 %, Марин Ле Пен — 25,7 %, Николя Саркози — 18,7 %; 2 тур: Олланд — 62,0 %).
С 2015 года кантон в Совете департамента Па-де-Кале представляют член городского совета Кале Стефани Гизлен (Stéphanie Guizelain) (Союз демократов и независимых) и вице-мэр города Кале Филипп Миньоне (Philippe Mignonet) (Разные правые).
|                | Кандидаты                     | Партия                   | Первый тур | Первый тур     | Второй тур | Второй тур |
| Кол-во голосов | Кандидаты                     | Партия                   | % голосов  | Кол-во голосов | % голосов  |            |
| -------------- | ----------------------------- | ------------------------ | ---------- | -------------- | ---------- | ---------- |
|                | Стефани Гизлен Филипп Миньоне | Правоцентристский блок   | 3 152      | 45,60          | 4 370      | 64,73      |
|                | Мартин Бушер Марк де Флёрьян  | Национальное объединение | 2 040      | 29,51          | 2 381      | 35,27      |
|                | Николя Вернальд Виржини Кенес | Левый блок               | 1 720      | 24,88          |            |            |

|                | Кандидаты                     | Партия                  | Первый тур | Первый тур     | Второй тур | Второй тур |
| Кол-во голосов | Кандидаты                     | Партия                  | % голосов  | Кол-во голосов | % голосов  |            |
| -------------- | ----------------------------- | ----------------------- | ---------- | -------------- | ---------- | ---------- |
|                | Стефани Гизлен Филипп Миньоне | Правый блок             | 2 738      | 25,85          | 5 053      | 50,55      |
|                | Мартин Бушер Жан-Жак Вернальд | Национальный фронт      | 4 148      | 39,17          | 4 944      | 49,45      |
|                | Марсель Левайан Сабин Миль    | Левый блок              | 2 392      | 22,59          |            |            |
|                | Натали Ване Лоран Руссель     | Левая партия            | 662        | 6,25           |            |            |
|                | Жан-Марк Бен Барбара Шевалье  | Европа Экология Зелёные | 651        | 6,15           |            |            |